# Oskar Wettstein

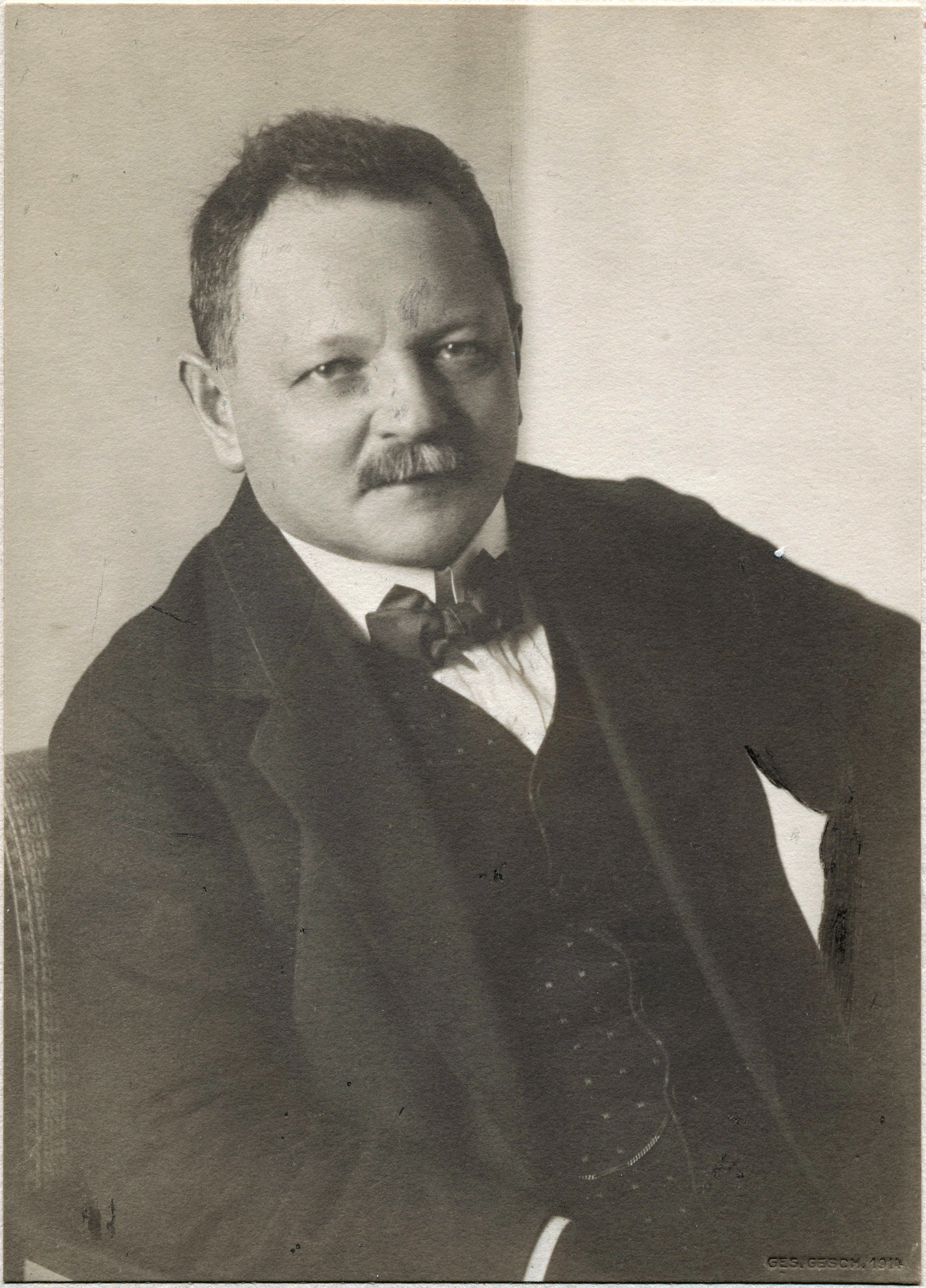
Porträt von Oskar Wettstein (1914)

Markus Oskar Wettstein auch Oscar Wettstein (* 26. März 1866 in Zürich; † 16. Februar 1952 ebenda), heimatberechtigt in Volketswil und ab 1904 in Zürich, war ein Schweizer Journalist, Zeitungswissenschaftler und freisinniger Politiker.

## Leben

### Familie
Oskar Wettstein gehörte zum Zürcher Zweig der Familie Wettstein und war der Sohn von Markus Wettstein (1834–1916), Direktor der Hypothekarbank Winterthur und Stadtrat in Zürich, und dessen Ehefrau Anna Barbara (geb. Schuler).
Er war seit 1889 (andere Quelle 1891) in erster Ehe mit der Journalistin und Schriftstellerin Hedwig Maria Mina, der Tochter von Ferdinand Adelt, verheiratet; die Ehe wurde 1896 geschieden.
1898 heiratete er in zweiter Ehe Agnes Erika (1878–1973), die Tochter von Haruthiun Abeljanz, Zürcher Kantonschemiker und ordentlicher Professor für organische Chemie an der Universität Zürich; gemeinsam mit seiner zweiten Ehefrau hatte er einen Sohn:
- Hermann Benno Wettstein (* 10. Dezember 1900 in Zürich; † 25. Februar 1994 ebenda)[5], Rechtsanwalt und Vizepräsident des Zürcher Yachtclubs[6] und verheiratet mit Alice Landolt (* 22. Juni 1901; † 1. April 1977)[7], der Tochter des Kaufmanns Ferdinand Karl Landolt.

Die Trauerfeierlichkeiten für Oskar Wettstein fanden in der Kirche Neumünster in Zürich statt.

### Werdegang
Nach dem Besuch des Gymnasiums in Winterthur, aus der später die Kantonsschule Rychenberg wurde, immatrikulierte sich Oskar Wettstein 1884 zu einem Studium der Rechtswissenschaften an der Universität Zürich und setzte das Studium an der Universität Montpellier, der Universität Strassburg, der Universität Leipzig und der Universität Erlangen fort; dort promovierte er 1889 mit seiner Dissertation Der Souveränitätsbegriff: eine Studie zum Dr. jur.
Nach Beendigung des Studiums war er von 1890 bis 1895 als Journalist und Korrespondent in Berlin tätig, bevor er 1895, als Nachfolger von Theodor Curti, Chefredaktor der Tageszeitung Züricher Post wurde; er blieb bis 1914 in dieser Stellung.
Er beschäftigte sich mit Kommunikationswissenschaften und 1903 wurde er auf Empfehlung des Vereins der Schweizer Presse (siehe impressum (Gewerkschaft)), als Privatdozent an die Universität Zürich berufen. Nach seiner Habilitierung mit seiner Schrift Über das Verhältnis zwischen Staat und Presse mit der besonderen Berücksichtigung der Schweiz war er darauf bis 1938 Dozent für Presserecht, Zeitungsgeschichte und Pressepolitik; in seiner Antrittsvorlesung am 3. Oktober 1903 behandelte er Die Tagespresse in unserer Kultur. 1938 wurde er zum Titularprofessor ernannt. Er lehrte auch an der Handelshochschule Köln.
Otto Wettstein legte als Gründer und erster Leiter des Journalistischen Seminars mit normativen Vorstellungen zu Pressewesen und Journalismusberuf den Grundstein für die Publizistik an der Universität Zürich; ihm folgte Karl Weber 1938 als Leiter.
Er war in zahlreichen Verwaltungsräten vertreten, so war er unter anderem 1906 im Verwaltungsrat der Zürcher Post, von 1910 bis 1916 Vizepräsident und von 1916 bis 1945 Präsident des Verwaltungsrats des Schweizerischen Wasserwirtschaftsverbands, von 1921 bis 1929 Mitglied im Verwaltungsrat der Rhätischen Bahn und von 1937 bis 1952 deren Vizepräsident, 1930 Präsident des Verwaltungsrats der Gewerbekasse Bern, von 1932 bis 1942 Präsident des Verwaltungsrats der Nordostschweizerischen Kraftwerke und von 1932 bis 1952 Mitglied im Verwaltungsrat der Hypothekarbank in Winterthur.

### Politisches und gesellschaftliches Wirken
Oskar Weber war Mitglied der Freisinnig-demokratischen Partei und von 1897 bis 1914 im Grossen Stadtrat (1904 Erster Vizepräsident) von Zürich und gehörte dort unter anderem 1909 der Strassenbahnkommission an.
Von 1902 bis 1914 war er Zürcher Kantonsrat und wurde 1912 zum Ersten Vizepräsidenten gewählt.
Während er von 1914 bis zu seinem Rücktritt 1935 Regierungsrat war, übernahm er 1914 die Leitung der Justiz- und Polizeidirektion, 1920 die Direktion des Innern und der Justiz und 1928 die Leitung der Erziehungsdirektion; 1922 und 1928 wurde er zum Vizepräsidenten des Regierungsrats und Ende 1928 zum Präsidenten gewählt. Als Direktor des Erziehungsdepartements hielt er anlässlich der Hundertjahr-Feier der Universität Zürich 1933 eine Rede.
Vom 7. Dezember 1914 bis zum 3. Dezember 1939 war Mitglied des Ständerats und wurde dort 1927 zum Vizepräsidenten und 1928 zum Ständeratspräsidenten gewählt. Im Ständerat arbeitete er am Entwurf zum Schweizerischen Strafgesetzbuch mit und beeinflusste maßgeblich die Bestimmungen, die die Presse betraf. Nach seinem Rücktritt folgte ihm Hans Bernhard (1888–1942) in den Ständerat. 1915 prägte er den Begriff der Steuermoral als er in der parlamentarischen Beratung über die Einführung der Kriegssteuer darauf hinwies.
Er war 1917 Mitglied der Eidgenössischen Wasserwirtschafts- und Binnenschiffahrts-Kommission des Bundesrats.
1929 kandidierte er erfolglos für die radikal-demokratische Fraktion für den Bundesrat und unterlag Albert Meyer (siehe Bundesratswahl 1929).
Er war Vorsitzender des Organisationskomitees für das Eidgenössische Schützenfest 1907 in Zürich.
1928 hatte er den Vorsitz des Zeitungswissenschaftlichen Kongresses in Köln, der am Rande der Presse-Ausstellung Pressa gehalten wurde, hierbei wurde er auch durch die Internationale Journalistenvereinigung an die Spitze des Internationalen Presseschiedsgerichts berufen.

## Mitgliedschaften
Oskar Wettstein gehörte der Schülerverbindung Vitodurania und der Akademischen Turnerschaft Utonia Zürich an.
1906 wurde er in den Vorstand des Schweizer Heimatschutzes, Sektion Zürich, gewählt.
Er war Mitglied des Internationalen Ehrengerichtes der Presse und Ehrenmitglied des Schweizerischen Pressevereins.
1941 wurde er Präsident des 1918 gegründeten Zürcher Theatervereins und später erfolgte seine Ernennung zum Ehrenpräsidenten. 1950 löste ihn Eugen Hasler (1884–1965) als Präsident ab.
Er war Mitbegründer des 1904 gegründeten Deutschschweizerischen Sprachverein, dem späteren Schweizerischen Verein für die deutsche Sprache.

## Ehrungen und Auszeichnungen
1938 wurde Oskar Wettstein für seine Verdienste um die schweizerische Wasserwirtschaft zum Ehrendoktor der Volkswirtschaft der Universität Zürich ernannt.
Er wurde auch als Nestor des schweizerischen Journalismus bezeichnet.

## Schriften (Auswahl)
- Der Souveränitätsbegriff: eine Studie. Erlangen 1889.
- Die schweizerische Presse: ihre rechtlichen, moralischen und sozialen Verhältnisse. Zürich 1902.
- Über das Verhältnis zwischen Staat und Presse. Mit besonderer Berücksichtigung der Schweiz. Ein Beitrag zur Lehre von der Preßfreiheit. Zürich 1904.
- Der Aktivbürger in Gemeinde, Staat und Völkergemeinschaft. Zürich 1906.
- Das jüngste Kind der Alma Mater. In: Zeitungs-Verlag. 8. Jahrgang, Heft 35, 1907, Sp. 1071–1074.
- Die Journalistik an den Hochschulen. In: Handels-Hochschul-Nachrichten. Beilage der Deutschen Wirtschafts-Zeitung. Nr. 10, 1. Oktober 1907, Sp. 145–152.
- Beiträge zur Geschichte des Züricherischen Zeitungswesens. 1908.
- Die Tagespresse als geistige Volksnahrung. Referate von Redakteur Dr. Oscar Wettstein, Züricher Post in Zürich und Redakteur H. Stegemann Bund in Bern, gehalten an der Jahresversammlung der Schweizerischen Gemeinnützigen Gesellschaft in Aarau, 24. September 1912. Zürich.
- Die Schweiz: Land, Volk, Staat und Wirtschaft. Teubner, Leipzig 1915 (google.de)
- Oscar Wettstein, Otto Kellerhals, Frédéric Martin: Das Projekt einer ostschweizerischen interkantonalen Verwahrungsanstalt in der Linthebenne: Verhandlungen des Schweizerischen Vereins für Straf-, Gefängniswesen und Schutzaufsicht in Schwyz vom 18. Mai 1926. Aarau 1926.
- Journalistisches Talent. In: Deutsche Presse. 16. Jahrgang, Heft 50–51, 1926, S. 6–7.
- Das öffentliche Amt der Presse und ihre Leiter. In: Deutsche Presse. 17. Jahrgang, Heft 22–23, 1927, S. 235–236.
- Ansprache von Erziehungsdirektor Dr. O. Wettstein an der 24. ausserordentlichen Schulsynode. In: Bericht über die Verhandlungen der Zürcherischen Schulsynode. Band 94, 1929, S. 63–66 (e-periodica.ch)
- Über das Verhältnis zwischen Staat und Presse mit der besonderen Berücksichtigung der Schweiz.